# PricewaterhouseCoopers

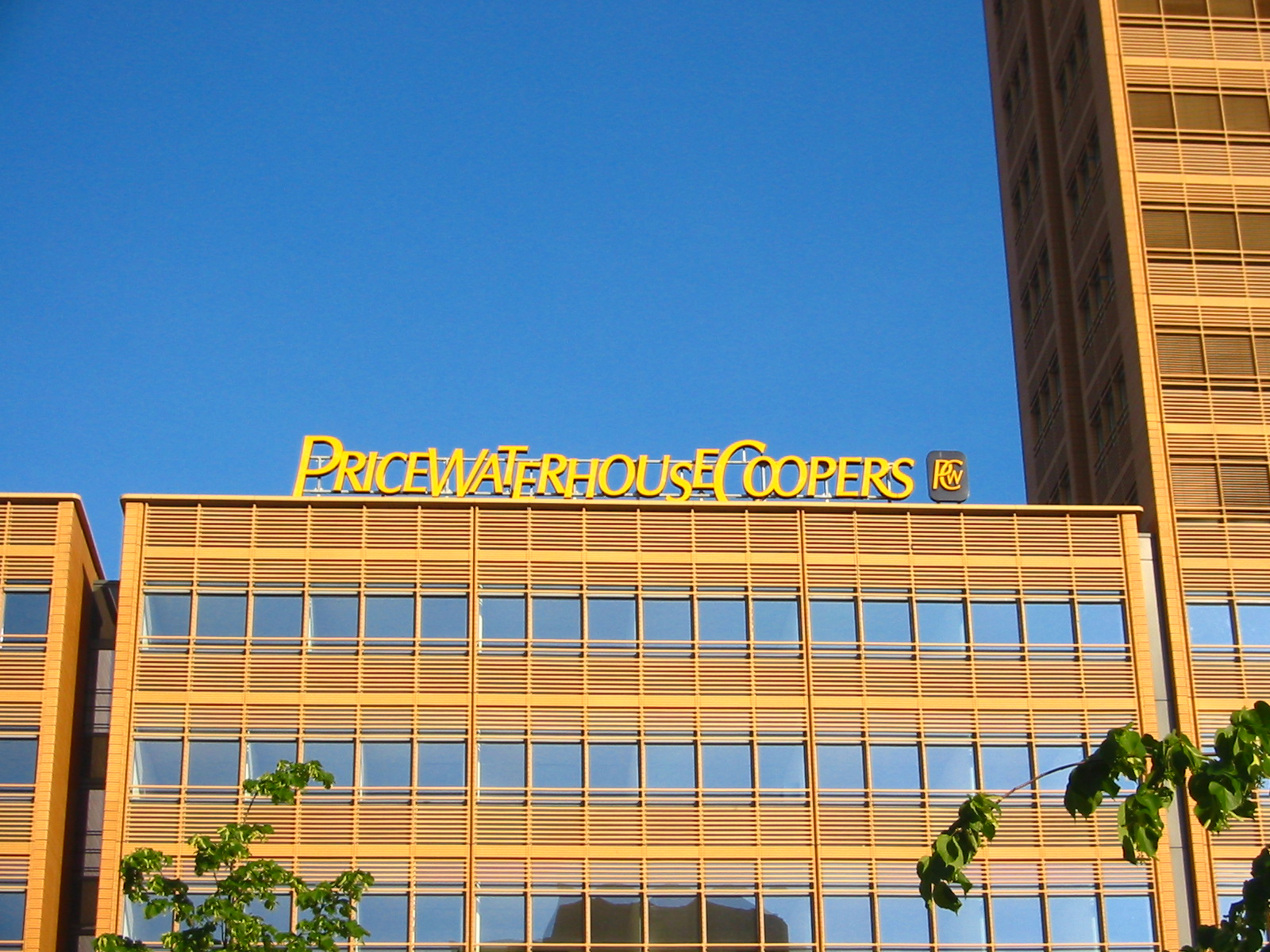
Budova PwC v Berlíně

PricewaterhouseCoopers (nebo PwC) je mezinárodní síť poradenských společností, která poskytuje auditorské, daňové a poradenské služby. Zabývá se jak soukromými tak veřejnými organizacemi prakticky všech průmyslových odvětví. V České republice působily obě společnosti, jejichž sloučením firma vznikla, od roku 1990.
Firma PricewaterhouseCoopers vznikla v roce 1998 fúzí společností Coopers & Lybrand a Price Waterhouse. Tímto sloučením vznikla největší poradensko-auditorská firma na světě, která nyní zaměstnává více než 169 000 lidí a působí ve 158 zemích světa. Za rok 2005 vykázala zisk 20.3 miliardy USD. V USA je PricewaterhouseCoopers považována za šestou největší soukromou organizaci.

## Historie
PricewaterhouseCoopers vznikl v roce 1998 sloučením společností Price Waterhouse a Coopers & Lybrand. Tyto firmy vznikly už v 19. století.

### Price Waterhouse & Co
Historie této firmy začala v roce 1849, kdy si účetní Samuel Price otevřel praxi v Londýně. Roku 1865 se jeho partnery stali William Holyland a Edwin Waterhouse. W. Holyland však z firmy odešel a od roku 1874 se firma jmenovala Price Waterhouse & Co. Firma se zabývala především účetními a poradenskými službami a protože byla velmi úspěšná, tak roku 1890 expandovala do New Yorku, časem otevřela řadu dalších poboček, především na území britských kolonií. Díky tomu, že firma poskytovala relativně velkou volnost místním pobočkám, stala se koncem 19. století jednou z nejvýznamnějších firem v této oblasti.

### Coopers & Lybrand
Coopers & Lybrand vznikl v r. 1957, sloučením tří účetních firem, které vznikly v 19. století – britskou Coopers Brothers & Co, americkou Lybrand, Ross Bros & Montgomery a kanadskou McDonald, Currie & Co. V roce 1990 se firma Coopers & Lybrand spojila s Deloitte Haskins.

## Kontroverze
Firma čelí nařčením a pokutám, že maskuje účetní podvody klientů, kteří si ji najímají.